# Лухан, Пабло
Па́бло Се́сар Луха́н Гарси́я (исп. Pablo César Luján García; род. 26 февраля 2003) — боливийский футболист, полузащитник клуба «Блуминг».

## Клубная карьера
Лухан — воспитанник клуба «Блуминг». 11 декабря 2019 года в матче против «Реал Потоси» он дебютировал в боливийской Примере. 12 февраля 2022 года в поединке против «Хорхе Вильстерманн» Пабло забил свой первый гол за «Блуминг». 

## Международная карьера
В 2023 году в составе молодёжной сборной Боливии Лухан принял участие в молодёжном чемпионате Южной Америки в Колумбии. На турнире он сыграл в матче против сборной Уругвая. В этом же поединке Пабло забил гол.